# Wegschnecken
Die Familie der Wegschnecken (Arionidae) gehört zur Ordnung der Lungenschnecken. Sie sind durch Gemeinsamkeiten im Genitalapparat definiert. Auch lassen sich manche Arten nur durch genitalmorphologische Untersuchungen unterscheiden.

## Merkmale
Die Wegschnecken haben im Laufe der Evolution ihr ursprüngliches Gehäuse weitgehend reduziert und sind zu Nacktschnecken oder „Halbnacktschnecken“ geworden. Nacktschnecken sind keine taxonomische Gruppe (s. u.). Vom Gehäuse ihrer Vorfahren, in das sich die Schnecken ursprünglich komplett zurückziehen konnten, sind nur noch Kalkkörnchen oder Kalkplättchen übrig geblieben, die zudem vom Mantel überdeckt sind. Bei der Entwicklung zu adulten Tieren wird das Gehäuse rudimentiert. Bei den Wegschnecken bedeckt der ovale Mantel nur den vorderen Teil des Körpers. Das Atemloch (Pneumostom) sitzt etwas vor der Mitte des Mantels auf der rechten Seite. Der „Kiefer“ ist quergerippt (odontognath). Die Fußsohle ist einheitlich oder auch undeutlich längs in drei Zonen geteilt. Eine Schleimdrüse am Vorderende des Fußes kann vorhanden sein oder fehlen. Je nach Art kann der Schleim auch gefärbt sein. Bei Bedrohung können die Tiere die Längsmuskulatur zusammenziehen (kontrahieren). Durch den Gegendruck des Blutes wird dann der stark geschrumpfte Körper zäh und hart. Wegschnecken können sich einrollen. Alle Arten sind Hermaphroditen (Zwitter), die sich normalerweise gegenseitig begatten. Dabei werden Spermatophoren übertragen. In Extremsituationen können sie sich auch selbst begatten. Im männlichen Teil des Genitalapparates ist der Penis meist stark reduziert oder fehlt ganz. Dagegen ist ein Epiphallus gewöhnlich vorhanden. Die Vagina ist einfach, das Atrium mehr oder weniger stark angeschwollen. Das Atrium weist gewöhnlich dicke, drüsige Wände auf. Die Spermatophore ist gewöhnlich, wenn vorhanden, relativ dünn, mit einem gezähnelten, länglichen Rücken.

## Unterschiede
Nacktschnecken sind keine taxonomische Gruppe. In verschiedensten Gruppen der Landlungenschnecken wurde das Gehäuse mehr oder weniger stark reduziert und die Tiere wurden konvergent zu Nacktschnecken oder Halbnacktschnecken. Diese Gruppen sehen sich oft sehr ähnlich. Im Unterschied zu der Familie der Schnegel (Limacidae) befindet sich das Atemloch vom Kopf aus betrachtet vor der Mitte des Mantelschildes. Bei den sonst sehr ähnlichen Schnegeln befindet es sich hinter der Mitte des Mantelschildes. Die Schnegel haben im Gegensatz zu den Wegschnecken ein kielförmiges Hinterteil, das bis etwa zur Rückenmitte reicht. Sie können sich nicht wie die Wegschnecken einrollen.

## Verbreitung und Lebensweise
Die Wegschnecken sind bzw. waren ursprünglich holarktisch verbreitet, d. h. in Europa, Nordasien und Nordamerika. Inzwischen sind viele Arten in andere Regionen anthropogen verschleppt worden und heute nahezu weltweit verbreitet. Es sind überwiegend Pflanzenfresser, die sich von lebendem und auch welkem Pflanzenmaterial ernähren. Einige Arten können in entsprechenden Populationsgrößen eine spürbare Schadwirkung auf Kulturpflanzen haben, z. B. die Spanische Wegschnecke (Arion vulgaris).

## Systematik
Die Familie der Wegschnecken (Arionidae) ist in ihrem Umfang stark eingeschränkt worden und enthält daher im Vergleich zum früheren Umfang nur noch wenige Gattungen:
- Familie Wegschnecken (Arionidae J. Gray, 1840)
- Unterfamilie Arioninae J. Gray, 1840
  - Gattung Arion Férussac, 1819 (mit fünf Untergattungen A. (Arion) Férussac, 1819, A. (Carinarion) Hesse, 1926, A. (Mesarion) Hesse, 1926, A. (Microarion) Hesse, 1926 und A. (Kobeltia) Seibert, 1873)
  - Gattung Carinacauda Leonard et al., 2011[1]
  - Gattung Geomalacus Allman 1843 (mit zwei Untergattungen Geomalacus (Geomalacus) Allman, 1843 und Geomalacus (Arrudia) Pollonera, 1890)
  - Gattung Ichnusarion Pollonera, 1890
  - Gattung Letourneuxia Bourguignat, 1866
  - Gattung Nipponarion Yamaguchi & Habe, 1955
  - Gattung Securicauda Leonard et al., 2011[1]

## Belege